# Kubanski (Beloréchensk)
Kubanski (del ruso: Куба́нский), es una stanitsa del raión de Beloréchensk del krai de Krasnodar, en Rusia. Se sitúa en la orilla derecha del río Psheja, afluente del Bélaya, de la cuenca hidrográfica del Kubán, 19 km al suroeste de Beloréchensk y 77 km al sureste de Krasnodar, la capital del krai. Tenía 1 103 habitantes en 2011.
Pertenece al municipio Pshejskoye.